# Georgi Velicskov
Georgi Velicskov, Георги Василев Величков (Szliven, 1938. április 7. – Szófia, 2023. augusztus 10.) bolgár tudományos-fantasztikus író.

## Élete
A Szófiai Ohridi Szent Kelemen Egyetemen jogot végzett, ezután ügyvédként és újságíróként dolgozott. 1966 és 1968 közt a Szliveni Színház dramaturgja volt. Később szerkesztette a Родна реч, a Септември és a  Пламък című lapokat. A Дискусионния клуб за гласност и преустройство (Nyilvánosság és újjáépítés Vitaklub) alapítója és társelnöke volt. 1990 és 1991 közt a VII. Nemzetgyűlés tagja volt.
Nyolc fantasztikus regényt és tizenegy egyéb szépirodalmi kötetet jelentetett meg, publicisztikai munkássága is jelentős. 

## Magyarul megjelent művei
- A régi fényképek órája (novella, Még egyszer a delfinekről című antológia, Európa Kiadó, 1973)
- Mese a bolygó utolsó lakójáról (novella, Galaktika 29., 1978)
- Mese a devizamedvékről (novella, Égtájak 1978–79 című antológia, Európa Kiadó, 1979)
- Mese Hófehérkéről és a hét törpéről (novella, A rózsaszínű pelikán című antológia, Európa Kiadó, 1980, ISBN 9630723174)
- Mese egy ünnepi délutánról (novella, A rózsaszínű pelikán című antológia, Európa Kiadó, 1980, ISBN 9630723174)